# Весільний торт

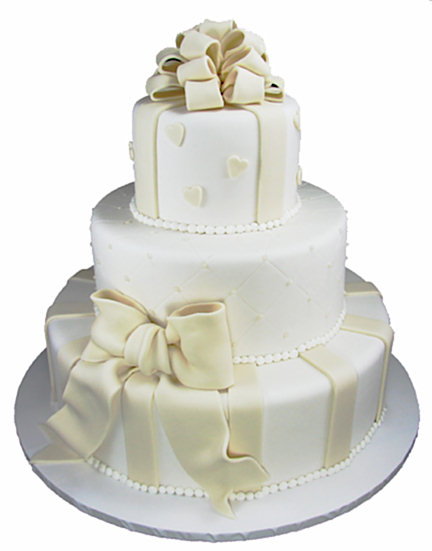
Білий весільний торт

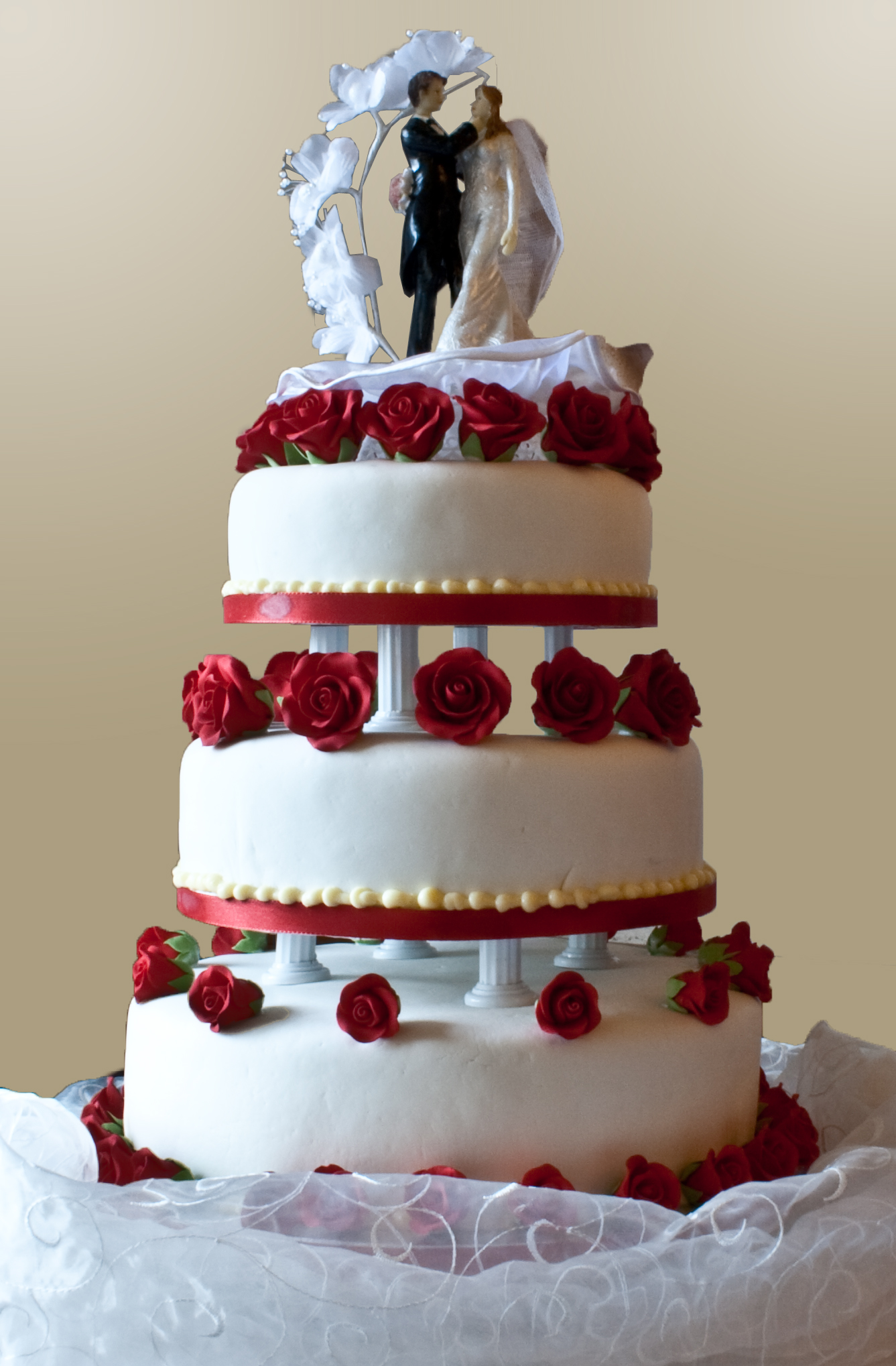
Весільний торт

Весільний торт — одна з весільних традицій, найважливіший елемент меню на весільному святі. Зазвичай торт печуть у кілька поверхів, покривають цукровою глазур'ю, помадною масою або марципаном. Часто весільний торт вінчають фігурками нареченого і нареченої.
За традицією молодята разом розрізають весільний торт, при цьому за тим, чия рука знаходиться вище, визначається, хто буде головним у новій сім'ї.
Мода на весільні багатошарові торти має довгу історію. Колись, коли пара запрошувала своїх друзів і родичів на весілля, було прийнято приносити шар пирога. Кожен шар укладався з яблучним маслом. Популярність пари визначалася висотою шарів торта[джерело?].